# Normanville (Seine-Maritime)
Normanville ist eine französische Gemeinde mit 653 Einwohnern (Stand: 1. Januar 2022) im Département Seine-Maritime in der Region Normandie (vor 2016 Haute-Normandie). Sie Teil des Kantons Saint-Valery-en-Caux (bis 2015 Fauville-en-Caux). Die Einwohner werden Normanvillais genannt.

## Geographie
Normanville liegt etwa 42 Kilometer nordöstlich von Le Havre im Pays de Caux. Umgeben wird Normanville von den Nachbargemeinden Riville im Norden, Beuzeville-la-Guérard im Osten und Nordosten, Thiouville im Osten, Terres-de-Caux im Süden und Westen sowie Sorquainville im Westen und Nordwesten.

## Bevölkerung
| Bevölkerungsentwicklung   | Bevölkerungsentwicklung | Bevölkerungsentwicklung | Bevölkerungsentwicklung | Bevölkerungsentwicklung | Bevölkerungsentwicklung | Bevölkerungsentwicklung | Bevölkerungsentwicklung | Bevölkerungsentwicklung |
| ------------------------- | ----------------------- | ----------------------- | ----------------------- | ----------------------- | ----------------------- | ----------------------- | ----------------------- | ----------------------- |
| Jahr                      | 1962                    | 1968                    | 1975                    | 1982                    | 1990                    | 1999                    | 2006                    | 2013                    |
| Einwohner                 | 473                     | 448                     | 422                     | 423                     | 530                     | 589                     | 579                     | 670                     |
| Quelle: Cassini und INSEE |                         |                         |                         |                         |                         |                         |                         |                         |

## Sehenswürdigkeiten
- Kirche Saint-Ouen-et-Saint-Barthélemy aus dem 13. Jahrhundert
- Kapellenruine Saint-Éloy-et-Saint-Nicolas
- Schlossruine von Normanville, 1737–1742 erbaut
- Herrenhaus von Mesnil-Lieubourg aus dem 15. Jahrhundert